# Walter Dittbender
Walter Dittbender (* 29. November 1891 in Stettin; † 2. Mai 1939 in der Sowjetunion) war ein deutscher KPD-Funktionär und Widerstandskämpfer gegen den Nationalsozialismus. Er war 1929 Reichsleiter der Roten Hilfe Deutschlands (RHD), 1933 Zeuge im Reichstagsbrandprozess und wurde im sowjetischen Exil 1939 Opfer stalinistischer Säuberungen und als angeblicher Trotzkist ermordet.

## Leben
Dittbender, Sohn eines Malermeisters, beendete nach der Mittelschule eine Lehre als Glaser. 1909 wurde er Gewerkschaftsmitglied und 1912 Mitglied der Sozialdemokratischen Partei Deutschlands (SPD). 1914 wurde Dittbender eingezogen und kämpfte bis zu einer schweren Verwundung im Januar 1916 im Ersten Weltkrieg. Nach einem längeren Lazarettaufenthalt wurde er Mitarbeiter der Deutschen Waffen- und Munitionsfabriken in Berlin, trat zur Unabhängigen Sozialdemokratischen Partei Deutschlands (USPD) über und wurde Mitglied der Revolutionären Obleute. Während der Unruhen im Januar 1919 war Dittbender kurzzeitig Kommandant der Deutschen Waffen- und Munitionsfabriken, musste dann aber ins Rheinland fliehen. Nach seiner Rückkehr nach Berlin im Mai wurde er für zwei Monate inhaftiert.
Ab August 1919 war Dittbender Mitglied der Feststellungskommission des Lebensmittelverbandes („Reichsgetreidestelle“). 1920 wurde er Mitglied der Kommunistischen Partei Deutschlands (KPD). Ab Juli 1925 war er Mitarbeiter der juristischen Zentralstelle der KPD-Fraktion im Preußischen Landtag und wurde in die Berliner Stadtverordnetenversammlung gewählt. Ende 1926 wurde er verdeckt Mitarbeiter des bis 1937 bestehenden, illegalen Nachrichtendienstes der KPD, des Antimilitärischen Apparats (AM-Apparat), und war im Bereich „Zersetzung“ eingesetzt.
Im Juni 1927 wurde Dittbender Sekretär des Zentralvorstands der Roten Hilfe Deutschlands (RHD), 1929 war er kurze Zeit Reichsleiter und deutscher Vertreter bei der Internationalen Roten Hilfe (IRH).
Nach der Machtübernahme der Nationalsozialisten und dem Verbot kommunistischer Arbeit, unterstützte Dittbender die Partei auch in der Illegalität. Am 10. August 1933 wurde er verhaftet, ins Konzentrationslager KZ Columbiahaus verschleppt und schwer gefoltert. Anschließend war er Häftling in den KZs Sonnenburg und Esterwegen. Ende 1933 war er Zeuge im Reichstagsbrandprozess. Mitte 1934 kam er auf freien Fuß.
Dittbender ging über Prag und Warschau in die Emigration in die Sowjetunion und wurde in Moskau Referent der Abteilung Politemigranten beim Zentralkomitee der Internationalen Roten Hilfe (IRH), ab 1935 war er Leiter dieser Abteilung. Im Juli 1935 erhielt Dittbender die sowjetische Staatsbürgerschaft. 1936/37 war er als Leiter einer sogenannten „Überführungskommission“ an Überprüfungen von Mitgliedern der KPD beteiligt, die in die Sowjetunion emigriert waren. Eigentlicher Zweck dieser Tätigkeit waren Säuberungen unter den deutschen Emigranten.
1938 geriet Dittbender im Zuge der sogenannten „Deutschen Operation“ selbst in Verdacht und wurde im März verhaftet. Nach langer Folterung legte Dittbender ein erzwungenes Geständnis ab und belastete in Gegenüberstellungen andere Parteimitglieder. Dittbender wurde im Mai 1939 als „Mitglied einer antisowjetisch-trotzkistischen Terrororganisation“ zum Tode verurteilt und erschossen.
Dittbenders Sohn, Kurt Dittbender, geboren 1920, kehrte 1945 nach Deutschland zurück. Er wurde jedoch dort verhaftet und kam am 5. August 1947 im sowjetischen Speziallager Buchenwald ums Leben.